# Telemea

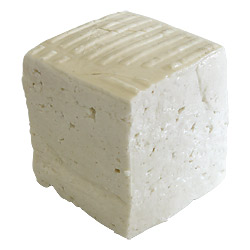
Kawałek telemei

Telemea – rumuński pikantny ser (zbliżony w wyglądzie do greckiej fety) o posmaku orzechowym.
Wyrabiany może być z mleka krowiego lub owczego. Jest lekko solony i wzbogacany smakowo za pomocą ziół. Może mieć wysoki poziom zawartości wody, co czyni go półmiękkim, kremowym serem białym. Przechowywany jest w drewnianych beczkach o nazwie "putini". Mają one masę kilograma i wymiary 10,5 x 10,5 x 8–9 cm.
Może być serwowany jako przekąska, jak również składnik do sałatek oraz dodatek do omletu, czy innych ciast. Rejonem najintensywniejszej produkcji telemei są okolice Sybinu.